# Ambiente ecológico
Ambiente ecológico refere-se ao quadro físico e natural que rodeia externamente a empresa. Sob ponto de vista mais restrito, as variáveis ecológicas incluem as condições físicas e geográficas (como tipo de terreno, condições do clima geral, vegetação etc.) e a sua utilização pelo homem. Todas as empresas funcionam dentro de ecossistemas  naturais e físicos que podem ser mais ou menos modificados pelo homem: é a ecologia natural.
Há alguns anos, a ecologia nem sequer era considerada como fator ambiental de importância, provavelmente devido à nossa industrialização ainda incipiente e a falta de conhecimento sobre os impactos das atividades do homem no meio ambiente. Dois aspectos importantes vieram recentemente mudar essa situação. O primeiro aspecto foi a compreensão do equilíbrio ecológico da natureza e o efeito das atividades humanas nesse equilíbrio, pois a ciência e o crescimento da população humana mudaram totalmente os fatores ecológicos, trazendo benefícios de uma lado, mas degradando a natureza com a poluição. O segundo aspecto é uma mudança na mentalidade e nas atitudes sociais de preocupação pública, o que inclui regras e leis, quanto aos prejuízos naturais que a industrialização descuidada pode provocar.
Segundo Donaire (1999, p. 15), os administradores passaram a perceber que suas organizações não se baseavam somente nas responsabilidades referentes a resolver problemas econômicos fundamentais (o que produzir, como produzir e para quem produzir) e se conscientizaram dos novos papéis que devem ser desempenhados, como resultado das alterações no ambiente em que operam.
Foi somente depois da Segunda Guerra Mundial que o ambientalismo ganhou apoio popular suficiente para tornar-se o nascente movimento social que atualmente manifesta-se como uma preocupação social predominante (Hays, 1987 p. 3). Diferentes origens moldaram diferentes movimentos nacionais. Desde a Conferência das Nações Unidas sobre Meio Ambiente, realizada em Estocolmo na Suécia em 1972, a questão ambiental foi inserida no meio das organizações de forma definitiva. Mesmo sendo considerada no início somente uma restrição regulatória imposta pelo governo, já que a partir da conferência muitas normas e obrigações foram formuladas tanto pelos órgãos reguladores como pela própria sociedade, ela já passou a receber maior importância. Entretanto, a Conferência de Estocolmo foi somente o "estopim" para a grande evolução comportamental que estava por surgir. A partir dela, as práticas ambientais teriam que fazer parte das responsabilidades sociais das empresas.
Uma das vertentes que então surgiram foi o ambientalismo renovado. Um aspecto importante da perspectiva do ambientalismo renovado é o conceito de stakeholders e os direitos dos stakeholders (McGowan e Mahon, 1991 Shrivastava,1994; Stead e Stead, 1992; Steger, 1993; Throop, 1991; Westley e Vredenburg, 1991). Enquanto não se inclui como stakeholders formais o ambiente natural e as entidades não humanas, reconhece-se, no entanto, interesses públicos que buscam assegurar sustentabilidade ambiental a longo prazo. Deste modo, a partir da perspectiva do ambientalismo renovado, a questão relevante não é se os stakeholders não-industriais (por ex., governos, organizações ambientalistas, público em geral) estão incluídos nas tomadas de decisão organizacional, mas como e em até que ponto eles estão incluídos nas decisões relativas ao ambiente natural (Bennett, 1991; Berle, 1990; Elkington e Burke, 1989; Schmidheiny, 1992; Scott e Rothman, 1992; Steger, 1993; e outros).
Direcionando o foco para a relação das empresas para como meio ambiente, merece destaca-se a ideia de sustentabilidade na maneira de se fazer negócios, sendo este um tópico que ganhou uma dimensão muito grande nas discussões estratégicas de empresas e na mídia de uma maneira geral. Com base em Dyllick (2002), o capital natural consiste em uma das três bases (juntamente com o capital econômico e capital social) do conceito de sustentabilidade de uma empresa e a sustentabilidade natural se dá quando o consumo de recursos naturais ocorre abaixo da taxa de reprodução natural ou a uma taxa menor do que a de desenvolvimento de substitutos. Ele destaca ainda que o impacto de uma empresa no meio ambiente pode ser irreversível, como por exemplo a destruição da camada de ozônio. Por fim, conclui que uma empresa somente será considerada sustentável se ela assim for nas três bases do desse conceito.

## Conceito de ambiente
É tudo que envolve a empresa (e a influencia) e está além dos limites ou fronteiras da organização.

## Ambiente geral
O ambiente geral ou macroambiente é o ambiente mais amplo que envolve toda a sociedade, organizações, empresas, etc. Todas as organizações operam em um macroambiente, o qual é definido pelos elementos do ambiente externo que podem potencialmente influenciar decisões estratégicas.
O ambiente geral pode ser subdividido em 5 ambientes com característica específicas, são eles o ambiente tecnológico, ambiente sociocultural, ambiente econômico, ambiente político e ambiente ecológico.

## Exemplos de influência do ambiente ecológico nas organizações

### Natura
A Natura é um exemplo de empresa que responde às preocupações ecológicas da sociedade e responde aos estímulos do ambiente ecológico, como explicitado na declaração de visão e política de meio ambiente.

Visão:
"A Natura será uma das líderes mundiais do seu mercado, diferenciando-se pela qualidade das relações que estabelece, por suas crenças e valores expressos de forma radical por meio de produtos, serviços e comportamento empresarial que promovam a melhor relação da pessoa consigo mesma, com a natureza e com todos que a cercam."

'Políticas de meio ambiente:'
A Natura considera que o meio ambiente é fonte de suprimento vital e herança coletiva, que deve contar com o compromisso de todos por sua preservação para as futuras gerações. Para isso, é necessário buscar a cada dia as formas de construir uma relação saudável com o meio ambiente, que devem estar presentes em todas as ações. A Natura busca ser uma empresa reconhecida por respeitar o meio ambiente, seja no mercado, seja nas comunidades em que atua.

### Petrobrás
A petrobrás também explicita em sua missão a influência sentida pelo ambiente ecológico:
Missão:
"Atuar de forma segura e rentável, com responsabilidade social e ambiental, nos mercados nacional e internacional, fornecendo produtos e serviços adequados às necessidades dos clientes e contribuindo para o desenvolvimento do Brasil e dos países onde atua."

### Nestlé
A Nestlé também é um exemplo muito bom de empresa que teve que se adaptar ao ambiente ecológico, segundo a reportagem veiculada no Blog do Planeta, da revista Época, na data de 17 de maio de 2010:

"A Nestlé anunciou hoje que não vai mais comprar óleo de dendê de fornecedores que destróem as florestas tropicais da Indonésia. A decisão veio dois meses depois de o Greenpeace lançar uma campanha exigindo da empresa que parasse de comprar produtos de fornecedoras de dendê envolvidas em desmatamentos criminosos. A ONG veiculou, na internet, um vídeo (apelativo) que associa a matança de orangotangos da Indonésia ao chocolate Kit Kat. Um funcionário entediado de um escritório resolve “dar um tempo” (slogan do produto) e comer um chocolate. Em vez do doce, o que sai da embalagem vermelha e branca é a mão do animal. O empregado morde o dedo do bicho e tem sua boca coberta por sangue. Pressionada pelos consumidores europeus, a Nestlé resolveu montar uma cadeia de fornecedores responsáveis em parceria com a ONG The Forest Trust. A empresa se comprometeu a usar 100% de óleo de dendê de fontes sustentáveis a partir de 2015. Hoje, usa 18%."
As mudanças no ambiente ecológico exercem suas influências inclusive no setor financeiro, como demonstra o trecho do artigo "How Climate Change can Influence your Investment Portfolio", publicado no blog Energy Advantage em 22 de abril de 2010:
"Climate change risk is embedded in every investment portfolio, as companies worldwide face regulatory, legal, physical and competitive risks. Climate policies, such as, regulating greenhouse gas emissions can influence an organization’s cost structure, create new market and product opportunities, affect competition and alter demand patterns. Climate change policies can also influence an organization’s profitability in terms of revenue, costs of goods sold, operating costs, capital expenses and taxes. And it can influence a company’s supply chain, technology used, and finance and reporting structures.(...)"

### Ecovias
A Ecovias é um exemplo de empresa que incorporou em seu nome o conceito de ambiente ecológico. Ela a concessionária de rodovias responsável pela administração e operação do Sistema Anchieta-Imigrantes, complexo rodoviário que corta boa parte do Parque Estadual Serra do Mar, expressiva reserva da Mata Atlântica remanescente no Brasil
A empresa é comprometida com a legislação ambiental e com o desenvolvimento de vários projetos como:
•	Monitoramento da qualidade do ar.
- Monitoramento da qualidade da água.
- Monitoramento da fauna e flora.
- Minimização da geração de efluentes líquidos, através da lavagem ecológica da frota e conscientização do uso da água pelos colaboradores.
- Redução da geração dos resíduos sólidos, descartando de forma e em local apropriado os resíduos sólidos gerados ou manipulados.
- Recuperação da Mata Atlântica através de plantio de 504.270 mudas.
- Redução do consumo de energia, com conscientização e uso de equipamentos com novas tecnologias.
- Manutenção da estrada de serviço, importante para fiscalização da polícia florestal.
- Campanhas de conscientização através da semana do meio ambiente,  mensagens demarcando os limites da área de preservação, chamando a atenção dos usuários para a venda ilegal de animais silvestres, poluição de rios e mananciais, a retirada de plantas nativas e sobre os riscos de queimada.
- Distribuição de sacos para lixo de veículos e panfletos com dicas de preservação ambiental.
- Asfalto ecológico que é feito com a reciclagem de pneus.

## Críticas
O ambientalismo recentemente tornou-se uma tendência mundial. Hoje em dia o número de empresas se reestruturando e adotando medidas corretamente ecológicas vem crescendo cada vez mais, seja por consciência própria de que se acabarmos com os recursos do planeta não teremos mais para utilizar ou seja por tendência mesmo, como uma estratégia de marketing. O fato é que o ser humano consome, em média, 25% a mais de recursos do que a natureza é capaz de regenerar, só em 2009 foram consumidos 40% a mais. Além disso, o ambiente ecológico é um recurso do qual todas as pessoas dependem direta ou indiretamente e o seu mal uso tem afetado comunidades, nações, famílias e futuras gerações. O sistema todo é integrado como, por exemplo, a água que ao ser poluída afeta todos os animais presentes nela podendo impactar em pessoas que se alimentam de seus peixes e indústrias que sobrevivem desse meio.
Porém, ainda há empresas que, visando o lucro imediato, afetam negativamente esse ambiente. Os mais de 50 mil focos de incêndio registrados pelo Instituto Nacional de Pesquisas Espaciais (Inpe) entre janeiro e agosto tornaram o Brasil líder mundial em queimadas e distribuíram prejuízos ambientais e econômicos. O Cerrado foi especialmente afetado, afinal, 22 mil focos (44% do total) no período ocorreram apenas no Mato Grosso, Tocantins e Goiás – três dos oito estados alcançados pelo bioma. Conforme o Inpe, a quase totalidade dos incêndios se deve à limpeza de pastos, preparação da terra para cultivos, desmatamentos, colheita manual de cana e vandalismo. Os gestores nem sempre têm consciência de que tais atitudes (que trazem mais lucro a curto prazo) afetam o equilíbrio do ambiente ecológico, o que põem em risco o seu próprio lucro futuro, além de prejudicar o bem estar da sociedade.
Outro problema é que o número de empresas que realmente se preocupam em promover programas de desenvolvimento limpo ainda é muito baixo no Brazil. De acordo com Jacques Marcovitch, professor de estratégia empresarial da faculdade de economia, administração e contabilidade da Universidade de São Paulo (USP), no máximo 15 empresas no país têm programas de desenvolvimento limpo plenamente aplicados